# Monumento a las víctimas de la ocupación soviética
El Monumento a las víctimas de la ocupación soviética (en rumano: Monumento în memoria victimelor ocupaţiei sovietice) es un monumento propuesto en Chişinău, Moldavia.

## Historia
Una lápida conmemorativa fue descubierta el 28 de junio de 2010, el Día de la Ocupación Soviética en Moldavia, como homenaje a las víctimas de la ocupación soviética y del régimen comunista totalitario. Se encuentra en la Gran Plaza de la Asamblea Nacional, anteriormente conocida como Plaza de la Victoria, en donde durante el período soviético el régimen había erigido un monumento central a Lenin. Se destaca frente a la Casa de Gobierno, anteriormente la sede del Consejo de Ministros de la República Socialista Soviética de Moldavia y ahora del Gabinete de Moldavia. En español, la inscripción en la lápida dice:

En este lugar se construirá un monumento en memoria de las víctimas de la ocupación soviética y del régimen comunista totalitario.

## Galería

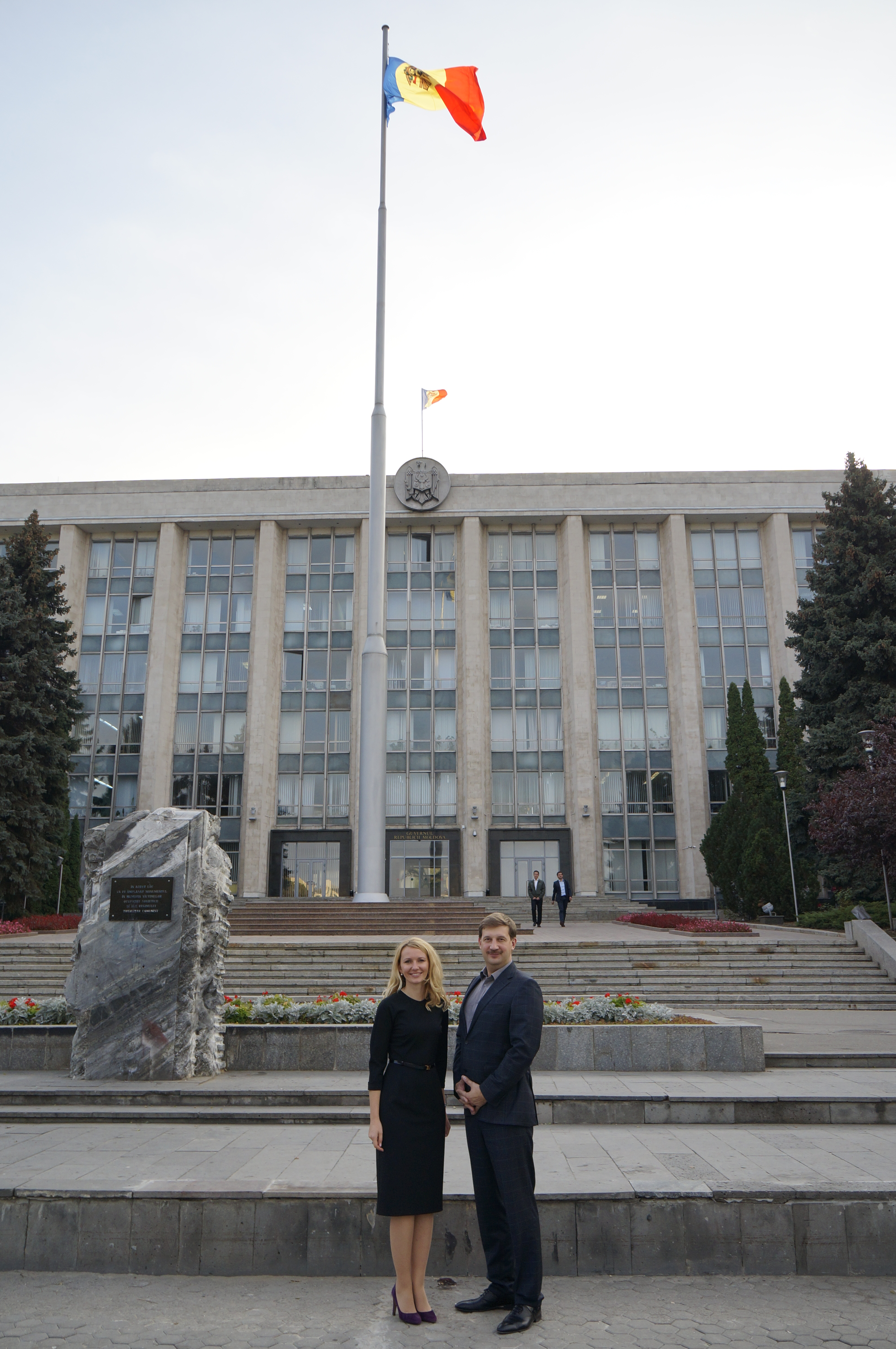
Lápida conmemorativa visible a la izquierda.
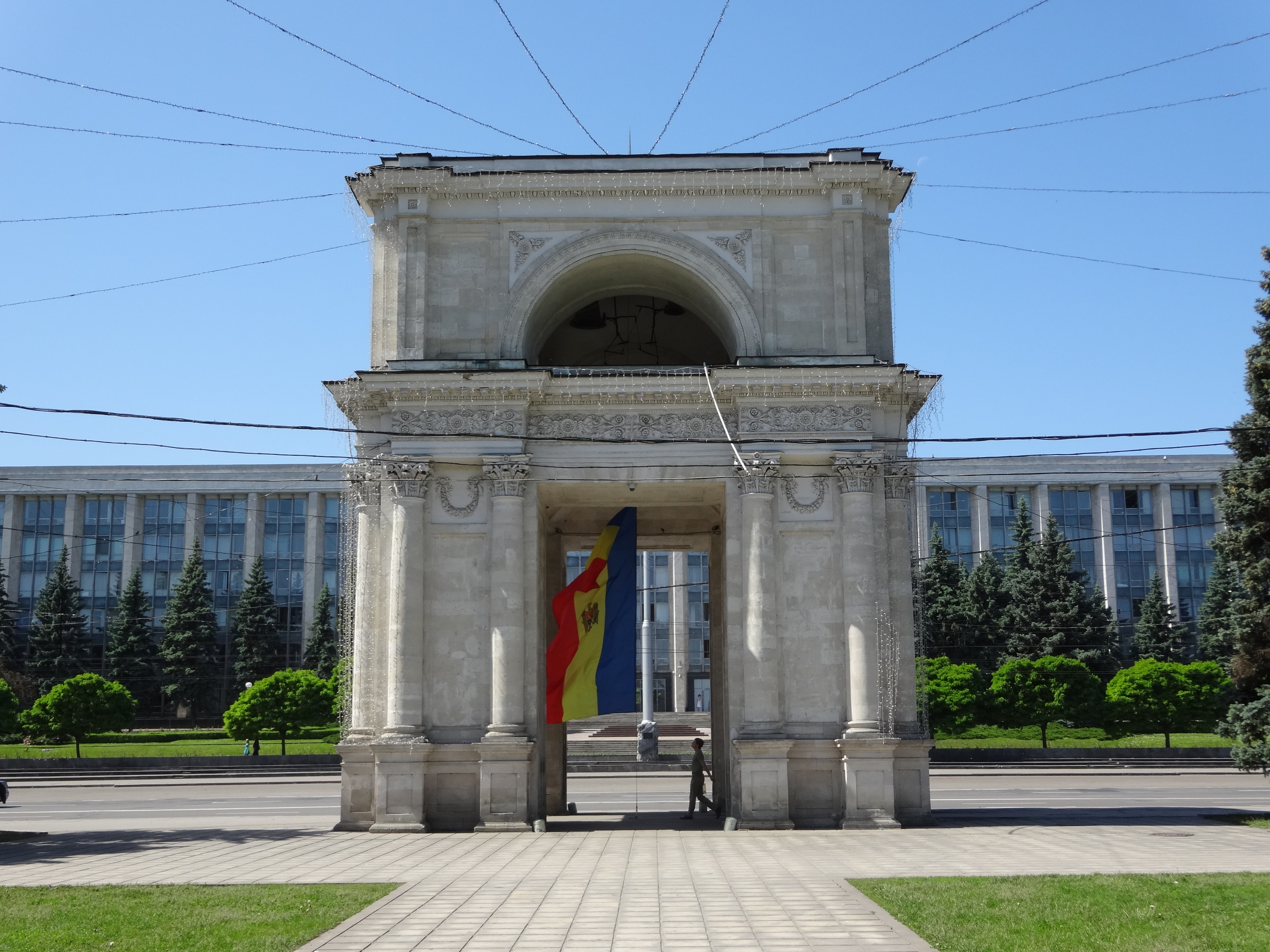
Vista desde el arco del triunfo, Chișinău.
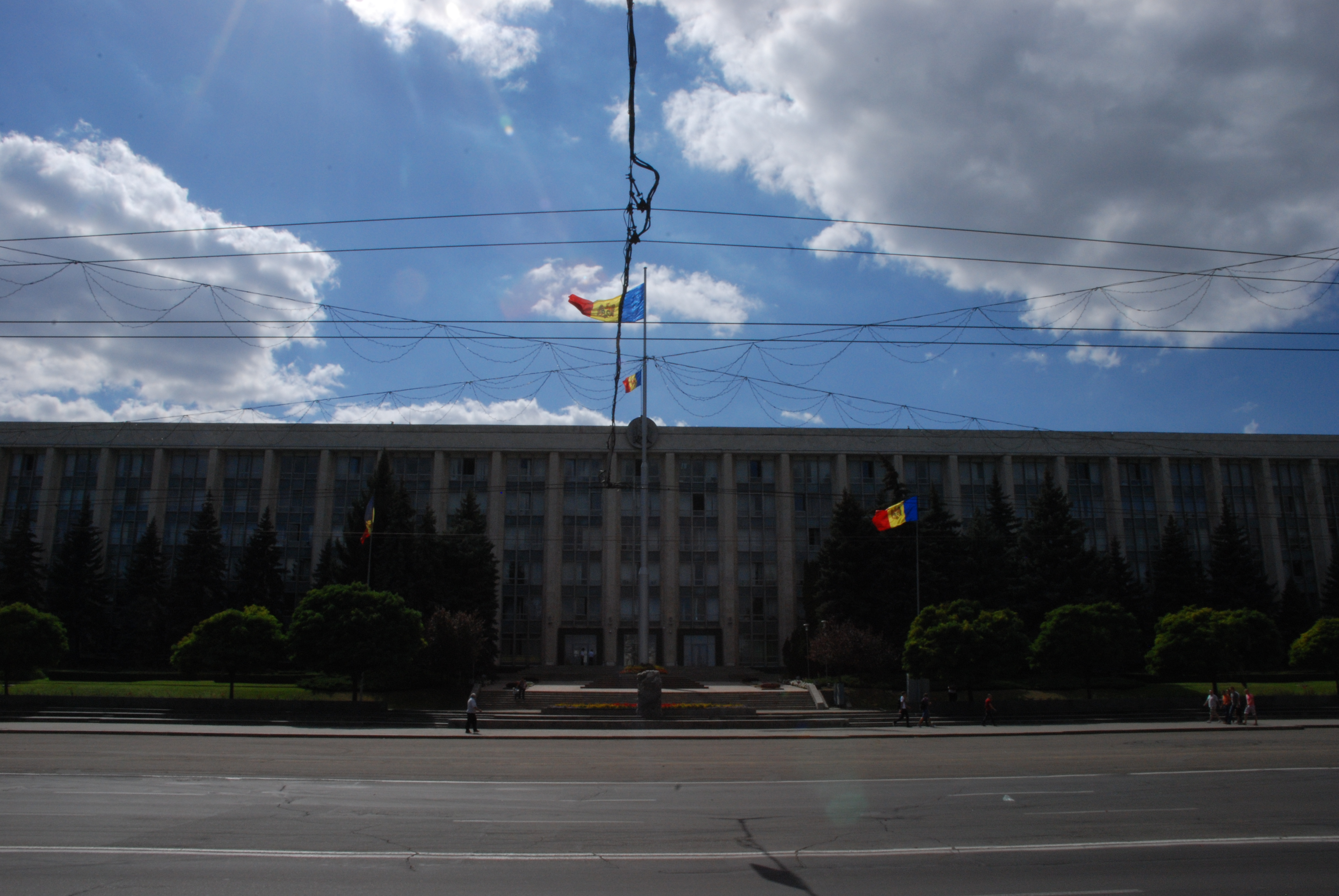
Casa de Gobierno.
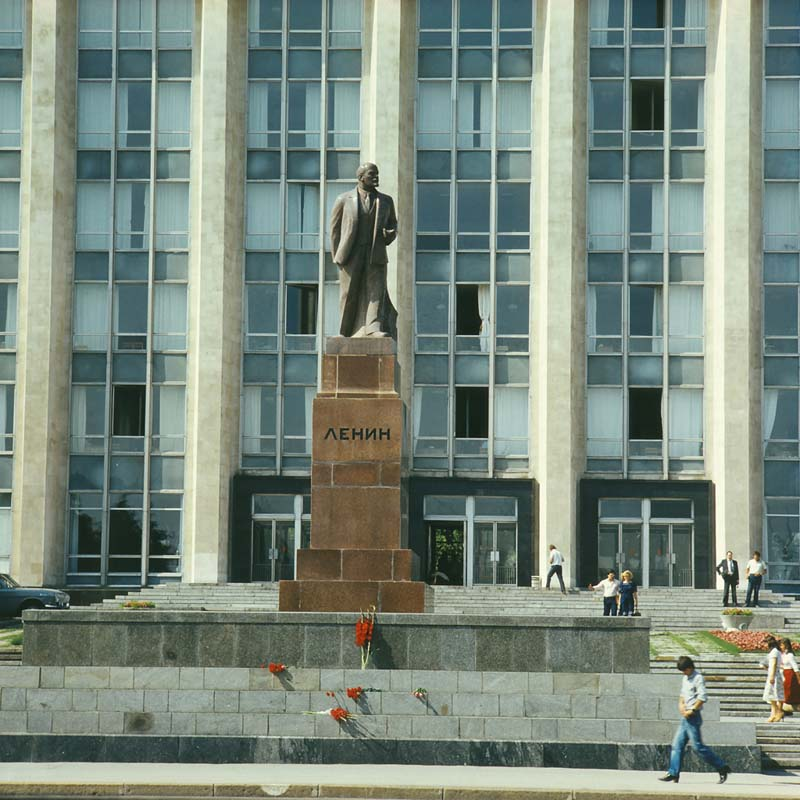
Antigua estatua de Lenin.